# Ramón Labañino Salazar
Ramón Labañino Salazar (9 de junio de 1963, municipio Marianao, Ciudad de La Habana) es uno de los cinco cubanos presos en los Estados Unidos por espionaje.

## Historia
Es hijo de Nereyda Salazar Verdui y Holmes Labañino Cantillo. Ya en la secundaria, ocupa cargos a nivel de escuela al frente de deportes y recreación, y se destaca por obtener buenos resultados académicos. Al terminar sus estudios preuniversitarios ingresa en la Universidad de La Habana en la facultad de Economía donde se graduó con Diploma de Oro. Se destacó en las actividades deportivas, participando en todos los juegos Caribes y algunos Manicatos.
Se le otorga la militancia de la Unión de Jóvenes Comunistas en 1987 y, posteriormente, en 1991, la militancia en el Partido Comunista de Cuba.
En junio de 1990 contrae matrimonio con Elizabeth Palmeiro Casado, actual esposa, con quien tiene dos hijas: Laura Labañino Palmeiro y Lizbeth Labañino Palmeiro. De un matrimonio anterior tiene a su hija mayor Ayli Labañino Cardoso. 

## Misión y detención
Entrando en la década de 1990 es infiltrado ilegalmente en Estados Unidos para obtener información de las acciones que grupos de exiliados cubanos residentes en Miami como la Fundación Nacional Cubano Americana (FNCA) y Hermanos al Rescate (HR) intentaban hacer contra el gobierno de Cuba y contra la vida de Fidel Castro Ruz. 
Fue detenido en los Estados Unidos el 12 de septiembre de 1998 en un operativo del FBI contra la Red Avispa, una red de espías que enviaba información a los servicios de inteligencia cubanos y acusados de poner en peligro la seguridad nacional estadounidense. Luego fue encarcelado y no fue hasta el 21 de enero de 2001 que pudo entrar en contacto con sus familiares a través de una carta.
El proceso judicial de Ramón, de René González Sehwerert, Antonio Guerrero Rodríguez, Gerardo Hernández Nordelo y Fernando González Llort constituye el juicio más largo que ha existido en EE. UU.
El 29 de diciembre de 2001 el Parlamento cubano, en su sesión especial, otorgó el título honorífico de Héroe de la República de Cuba a los cinco cubanos prisioneros. La sentencia para Labañino fue de cadena perpetua más dieciocho años de privación de libertad, en cárceles de Estados Unidos.
Ramón Labañino Salazar, Antonio Guerrero Rodríguez, Gerardo Hernández Nordelo  fueron liberados el 17 de diciembre de 2014; René González  el 7 de octubre de 2011 y Fernando González Llort 27 de febrero de 2014.